# زمین‌لرزه ۱۹۹۲ ارزنجان
زمین‌لرزه ارزنجان  در تاریخ ۱۳ مارس ۱۹۹۲ میلادی، برابر با ‎۲۳ اسفند ۱۳۷۰، ساعت ۱۷:۱۸:۳۹ به زمان یوتی‌سی در ترکیه، منطقه ارزنجان رخ داد. ژرفای این زلزله ۲۵٫۹ کیلومتر بود، و بزرگی آن ۶٫۶ در مقیاس Mw اعلام شده‌است. زمین‌لرزه به وقت محلی در روز جمعه، ساعت ۱۹ روی داده و منطقه زمانی آن یوتی‌سی +۲ بوده‌است (با لحاظ تغییر ساعت تابستانی).
سازمان زمین‌شناسی آمریکا نیز رومرکز این زمین‌لرزه را در مختصات ۳۹°۴۲′۳۶″شمالی ۳۹°۳۶′۱۸″شرقی / ۳۹٫۷۱°شمالی ۳۹٫۶۰۵°شرقی و ژرفای آن را در ۲۷ کیلومتر گزارش کرده‌است. بزرگی برگزیدهٔ این سازمان از میان بزرگی‌های محاسبه‌شدهٔ مختلف ۶٫۷ در مقیاس Mw بوده و از دید اثر، در میان چهار دسته‌بندی «نامحسوس»، «محسوس»، «زیان‌آور» یا «با تلفات»، زلزله را «با تلفات» اعلام کرده‌است.رانش زمین در آن به وجود آمده‌است.
پروژهٔ «تنسور گشتاور مرکزوار» زاویه‌های (راستا، شیب، ریک) گسل سازندهٔ زمین‌لرزه و صفحه عمود بر آن را (°۲۱۳، °۸۵، °۴) یا (°۱۲۳، °۸۶، °۱۷۵) و نوع گسل را «امتدادلغز» فرارسانده‌است.
شمار کشتگان زلزله حدود ۴۹۸ نفر بوده‌است.تعداد زخمیان ۲۰۰۰ نفر برآورده شده‌است.بی‌خانمان شدگان نیز ۹۵۰۰۰ نفر اعلام شده‌است. گسل مسبب این زمین‌لرزه گسل شمال آناتولی بوده‌است.